# Monte Washington
El monte Washington (en inglés Mount Washington) es el pico más alto del Noreste de Estados Unidos con 1917 m y la montaña más prominente al este del río Misisipi. Es famoso por su tiempo peligrosamente errático. Durante 76 años, hasta 2010, un observatorio meteorológico en la cima tenía el récord por la ráfaga de viento más alta directamente medida en la superficie de la Tierra, 372 km/h o 103 m/s, en la tarde del 12 de abril de 1934. Antes de que los colonos europeos llegaran, la montaña era conocida como Agiocochook, u «Hogar del Gran Espíritu».
La montaña está situada en la cordillera Presidencial de las Montañas Blancas, en el municipio de Sargent's Purchase, Condado de Coos, Nuevo Hampshire. A pesar de que casi la montaña entera está en el Bosque Nacional de las Montañas Blancas, un área de 0,24 km² de los alrededores y que incluye la cima está ocupada por el Parque Estatal Monte Washington.

## Historia
El primer europeo en mencionar la montaña fue Giovanni de Verrazzano. Viéndola desde el océano Atlántico en 1524, describió lo que vio como «altas montañas de interior». El pueblo abenaki, que habitaban la región en la época del contacto con los europeos, creían que las cimas de las montañas eran el lugar de morada de los dioses y por esa razón, entre otras, no subieron a ellas por respeto religioso hacia su santidad. Darby Field afirmó haber realizado el primer ascenso al Monte Washington en 1642. Field escaló la montaña en junio de ese año para demostrar al jefe de los Abenaki, Passaconaway, que los europeos no estaban sometidos a los dioses que se cree que viven en la cima para la negociación de las tierras tribales, un movimiento fundamentalmente político que facilitó la expansión de los colonos del norte. Field de nuevo subió a la cumbre del Agiocochook en octubre de 1642 en una temprana expedición topográfica que crea mapas de tierra hasta Maine, mapas que ayudaron a las delegaciones de la colonia de Massachusetts en la búsqueda para hacerse con las regiones costeras más cultivables.
Un equipo de geología, encabezado por Manasseh Cutler, bautizó a la montaña en 1784. El camino de Crawford, la ruta de senderismo más antigua de los Estados Unidos, fue trazada en 1819 como camino de herradura desde Crawford Notch hasta la cumbre y ha estado en uso desde entonces. Ethan Allen Crawford construyó una casa en la cumbre en 1821, que duró hasta una tormenta en 1826.

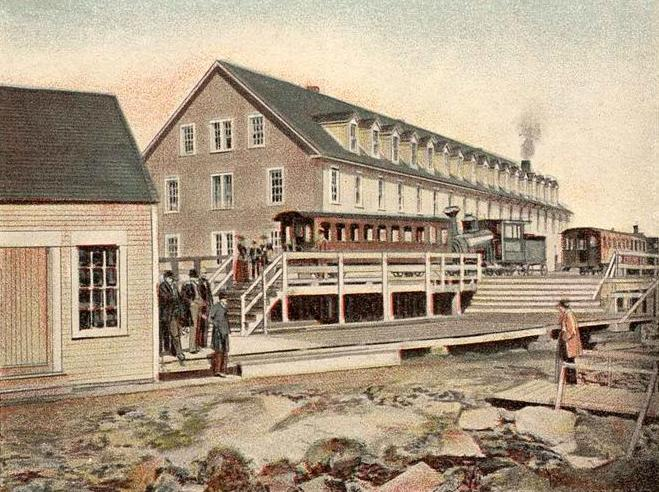
The 2nd Summit House in 1904

Poco aconteció en la propia cumbre hasta la mitad del siglo XIX, cuando se convirtió en uno de los primeros destinos turísticos de la nación, con la construcción de más caminos de herradura y dos hoteles. El Summit House (Casa de la cumbre) abrió sus puertas en 1852, un hotel de piedra de 20m de largo sujetado por cuatro pesadas cadenas sobre su techo. En 1853, la «Tip-Top House» se erigió para competir. Reconstruido de madera con 91 habitaciones en 1872-1873, la Summit House ardió en 1908, y fue reemplazado en granito en 1915. Solo el Tip-Top House sobrevivió al fuego; hoy es un lugar histórico del estado, recientemente renovado para exposiciones. Otras atracciones turísticas de la época victoriana incluían un camino de diligencias; ahora la Mount Washington Auto Road; y el Mount Washington Cog Railway (1869), ambos todavía en funcionamiento.
Durante cuarenta años, un diario intermitente, llamado «Among the Clouds» («Entre las Nubes»), fue publicado por Henry M. Burt en la cumbre cada verano, hasta 1917. Las copias se distribuían por el tren cremallera y las diligencias a los hoteles de los alrededores y otros puntos de venta.
En noviembre de 2010, se reveló que CNL Financial, basado en Orlando, Florida, que posee el hotel Mount Washington al pie de la montaña, había presentado formalmente la marca registrada del nombre «Mount Washington». Los funcionarios de CNL dijeron que estaban dirigiendo sus esfuerzos contra otros hoteles que utilizan el nombre de la montaña y no contra las numerosas empresas de la zona que lo utilizan. La solicitud de CNL a la Oficina de Patentes y Marcas de Estados Unidos, busca el registro de la marca «Mount Washington» para cualquier servicio al por menor, cualquier servicio de restaurante y cualquier servicio de entretenimiento.

## Clima
| Climograma de Monte Washington | Climograma de Monte Washington | Climograma de Monte Washington | Climograma de Monte Washington | Climograma de Monte Washington | Climograma de Monte Washington | Climograma de Monte Washington | Climograma de Monte Washington | Climograma de Monte Washington | Climograma de Monte Washington | Climograma de Monte Washington | Climograma de Monte Washington |
| --- | ------------------------------ | ------------------------------ | ------------------------------ | ------------------------------ | ------------------------------ | ------------------------------ | ------------------------------ | ------------------------------ | ------------------------------ | ------------------------------ | ------------------------------ |
| E | F                              | M                              | A                              | M                              | J                              | J                              | A                              | S                              | O                              | N                              | D                              |
| 164 -10 -20 | 172 -10 -19                    | 195 -6 -15                     | 189 -1 -8                      | 208 5 -1                       | 213 10 4                       | 223 12 7                       | 211 12 6                       | 204 8 2                        | 235 2 -4                       | 250 -2 -10                     | 196 -8 -17                     |
| temperaturas en °C • totales de precipitación en mm fuente: NOAA |                                |                                |                                |                                |                                |                                |                                |                                |                                |                                |                                |
| Conversión sistema imperial\| E \| F \| M \| A \| M \| J \| J \| A \| S \| O \| N \| D \| \| 6.5 14 −4 \| 6.8 14 −2 \| 7.7 21 5 \| 7.4 30 18 \| 8.2 41 30 \| 8.4 50 39 \| 8.8 54 45 \| 8.3 54 43 \| 8 46 36 \| 9.3 36 25 \| 9.8 28 14 \| 7.7 18 1 \| \| temperaturas en °F • totales de precipitación en pulgadas \| \| \| \| \| \| \| \| \| \| \| \| |                                |                                |                                |                                |                                |                                |                                |                                |                                |                                |                                |
| E | F                              | M                              | A                              | M                              | J                              | J                              | A                              | S                              | O                              | N                              | D                              |
| 6.5 14 −4 | 6.8 14 −2                      | 7.7 21 5                       | 7.4 30 18                      | 8.2 41 30                      | 8.4 50 39                      | 8.8 54 45                      | 8.3 54 43                      | 8 46 36                        | 9.3 36 25                      | 9.8 28 14                      | 7.7 18 1                       |
| temperaturas en °F • totales de precipitación en pulgadas |                                |                                |                                |                                |                                |                                |                                |                                |                                |                                |                                |

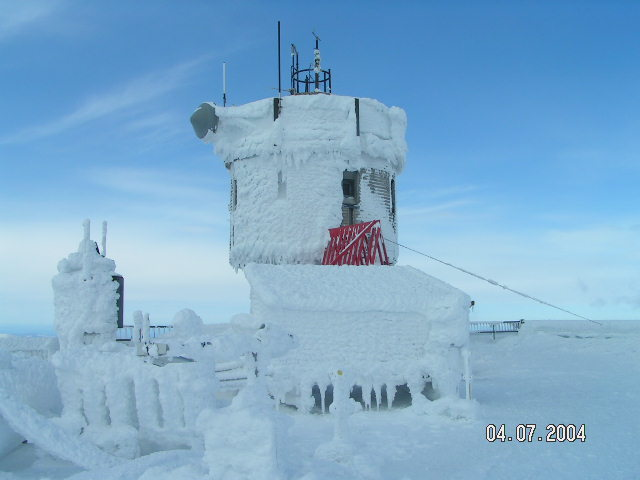
Observatorio Monte Washington

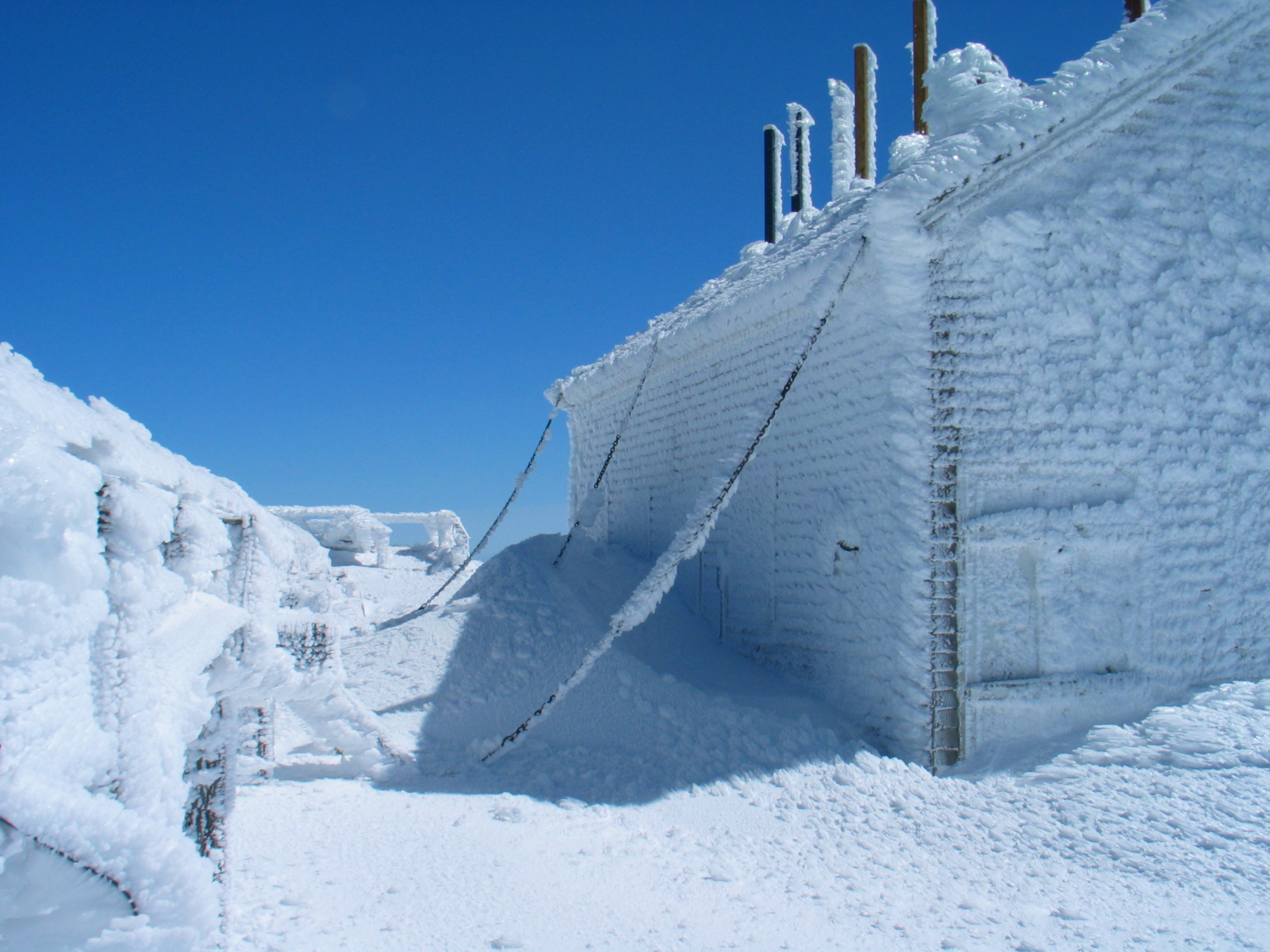
El desgastado edificio original revestido de piedras está encadenado al suelo, aquí cubierto de hielo de la escarcha a principios de abril.

La estación de montaña de Mount Washington tiene un clima alpino o clima de tundra (Köppen ET), aunque recibe una cantidad extremadamente alta de precipitaciones, atípica para la mayoría de las regiones con tiempo tan frío. Elevaciones más bajas tienen un clima subártico (Köppen Dfc).
El tiempo en el monte Washington es notoriamente irregular. Esto se debe en parte a la convergencia de varias vías de tormenta, sobre todo desde el Atlántico hacia el sur, la región del Golfo y del Pacífico Noroeste. El ascenso vertical de la Cordillera de la Presidencia, junto con su orientación norte-sur, lo convierte en un obstáculo importante para los vientos del oeste. Los sistemas de baja presión son más favorables para el desarrollo a lo largo de la costa en los meses de invierno debido a las diferencias de temperatura relativa entre el nordeste y el océano Atlántico. Con estos factores combinados, vientos con fuerza superior a la de huracán se producen un promedio de 110 días al año. De noviembre a abril, estos fuertes vientos es probable que se produzcan durante las dos terceras partes de los días.
Mount Washington una vez tuvo el récord mundial y todavía tiene el récord del hemisferio norte y el hemisferio occidental para la velocidad del viento de superficie medido directamente, en 372 km/h, registrado en la tarde del 12 de abril de 1934. Las mediciones indican que el ciclón Olivia superó este registro en 1996. (Las mediciones de satélite y radar, por ejemplo, de los tornados, huracanes, y las corrientes de aire en la atmósfera superior, no compiten con los registros de las mediciones de superficie).
Las primeras observaciones meteorológicas regulares en Mount Washington se llevaron a cabo por el Servicio de Señales de EE.UU, un precursor del Servicio Nacional de Meteorología, desde 1870 a 1892. La estación del monte Washington fue la primera de su tipo en el mundo, siendo un ejemplo seguido en otros muchos países. Durante muchos años, se pensaba que la temperatura mínima récord sería -44 °C alcanzada el 29 de enero de 1934, pero tras el primer examen en profundidad de los datos desde el siglo XIX en el Centro Nacional de Datos Climáticos de la NOAA en Asheville, Carolina del Norte, fue descubierto un nuevo mínimo histórico. El récord oficial de mínimas de Mount Washington de -46 °C se registró el 22 de enero de 1885. Sin embargo, también hay pruebas escritas a mano para sugerir que una mínima no oficial de -51 °C ocurrió el 5 de enero de 1871. El récord oficial diario de máxima más fría es de -33 °C el 6 de febrero de 1995. Las temperaturas máximas de -18 °C o menos se producen en 13 días por año, mientras que los mínimos iguales o inferiores a -18 °C se pueden esperar del 17 de noviembre al 1 de abril; de diciembre a marzo las temperaturas suben por encima de cero en tan sólo 15 días.
El 16 de enero de 2004, la observación del tiempo en la cumbre registró una temperatura de -42 °C y vientos sostenidos de 140,8 km/h, lo que dio como resultado un valor de sensación térmica de -74,77 °C en la montaña. Durante un tramo de 71 horas a partir de las 15:00 el 13 de enero hasta más o menos las 14:00 del 16 de enero de 2004, la sensación térmica en la cima nunca fue superior a los -46 °C. La temperatura máxima récord oficial en la cumbre es de 22 °C el 26 de junio de 2003 y 2 de agosto de 1975 mientras que el récord mínimo diario oficial más cálido es de 16 °C en la última fecha. Lecturas de 16 °C o más en la cumbre se ven en un promedio de 16 días al año.
El edificio principal de la cumbre fue diseñado para soportar vientos de 480 km/h; las otras estructuras están literalmente encadenadas a la montaña. Además de una serie de torres de transmisión, la montaña es el emplazamiento de un observatorio científico sin ánimo de lucro de informes del tiempo, así como de otros aspectos del clima subártico de la montaña. El ambiente extremo produce vientos fuertes y hielo en la cima del monte Washington haciendo problemático el uso de equipos no tripulados. El observatorio también lleva a cabo la investigación, sobre todo la prueba de nuevos dispositivos de medición de tiempo. El edificio Sherman Adams en la cumbre, que alberga el observatorio, está cerrado al público durante el invierno y los excursionistas no están permitidos dentro del edificio, excepto en casos de emergencia y visitas guiadas previamente concertadas.

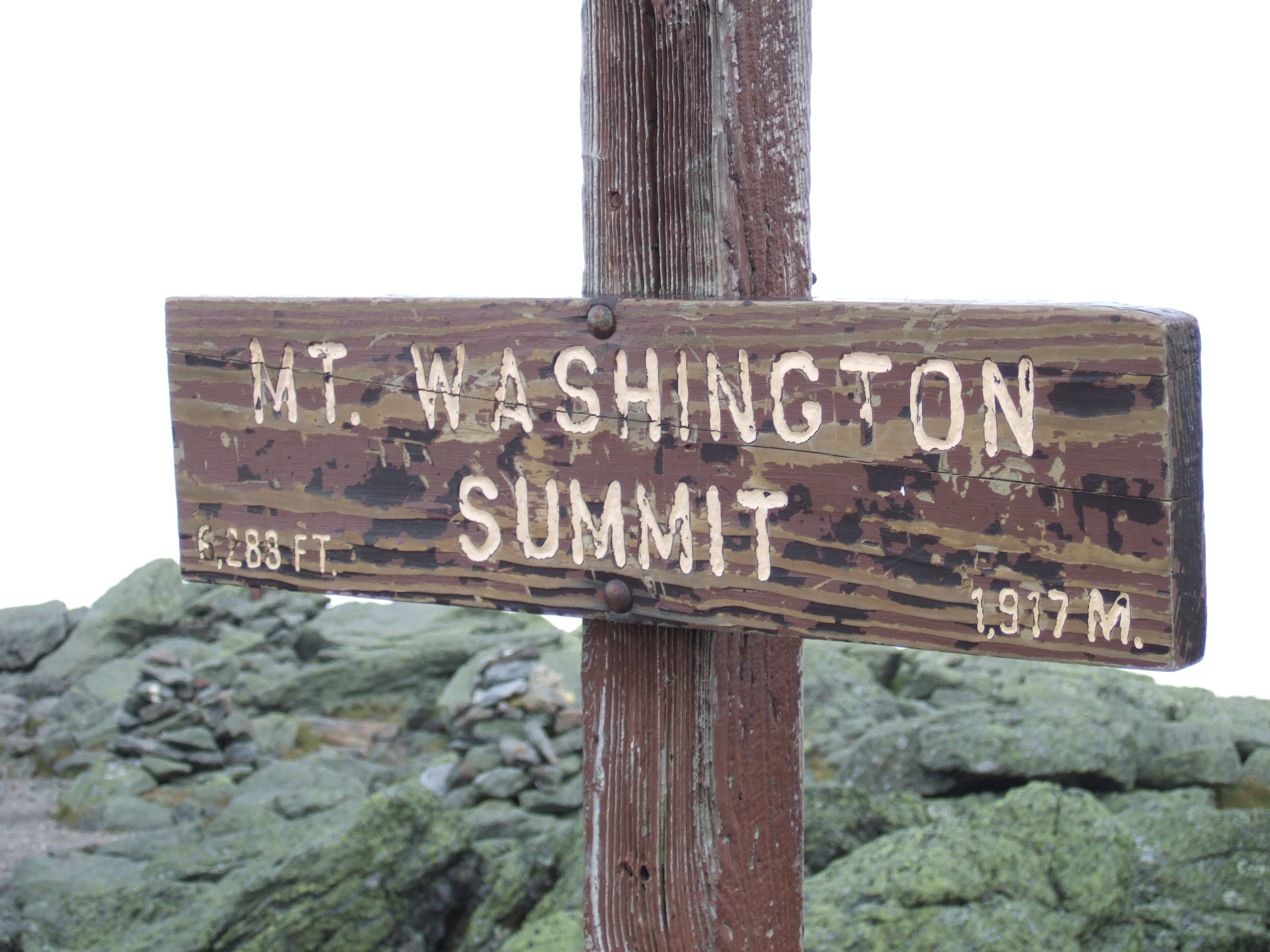
La cumbre de Mount Washington está oscurecida frecuentemente por las nubes.

El Observatorio Mount Washington volvió a ocupar la cumbre en 1932 por el entusiasmo de un grupo de personas que reconocieron el valor de una instalación científica en ese lugar exigente. Los datos meteorológicos del observatorio se han acumulado desde entonces en un valioso registro climático. Las lecturas de temperatura y humedad se han recogido utilizando un psicrómetro giratorio, un dispositivo simple que contiene dos termómetros de mercurio. Cuando la mayoría de las estaciones meteorológicas sin personal han sido objeto de mejoras tecnológicas, el uso consistente del psicrómetro giratorio ha ayudado a proporcionar la precisión científica para el registro climático de Mount Washington.
El observatorio hace uso destacado de la consigna «Casa del Peor Tiempo Mundial», una afirmación que se originó con un artículo de 1940 de Charles Brooks (el hombre al que generalmente se da la mayor parte del mérito de la creación del Observatorio de Mount Washington), titulado «The Worst Weather In the World» (El peor tiempo en el Mundo) (a pesar de que el artículo concluía que Mount Washington probablemente no tenía peor clima del mundo).

### Precipitación
Debido en parte a su gran prominencia, a su situación en la confluencia de dos importantes vías de tormentas y de la orientación norte-sur de la Cordillera de la Presidencia que corona, Mount Washington, recibe muy altos niveles de precipitación, con un promedio de un equivalente de alrededor de 2.460 mm de lluvia por año, con un máximo histórico para un año natural en cualquier lugar en los EE. UU. al este de las Cascadas de 3.305,6 mm en 1969 y un mínimo de 1.812,0 mm en 1979. La precipitación mensual ha oscilado entre 19,1 mm en octubre de 1947 y 729,0 mm en octubre de 2005. Grandes cantidades de precipitaciones a menudo caen en un corto período de tiempo: en octubre de 1996, un récord de 281,2 mm de precipitación cayó durante un solo período de 24 horas. Una cantidad sustancial de esta cae en forma de nieve, con una media estacional de alrededor de 7,1 m de nieve; la acumulación de temporada ha oscilado entre 1,93 m en 1947-48 y 14,39 m en 1968-69. La cantidad récord de caída de nieve en un período de 24 horas, 125,2 cm, se produjo en febrero de 1969, que es también el mes más nevoso en registros con 4,39 m.
| Parámetros climáticos promedio de Monte Washington, elev. 1.910,2m cerca la cumbre | Parámetros climáticos promedio de Monte Washington, elev. 1.910,2m cerca la cumbre | Parámetros climáticos promedio de Monte Washington, elev. 1.910,2m cerca la cumbre | Parámetros climáticos promedio de Monte Washington, elev. 1.910,2m cerca la cumbre | Parámetros climáticos promedio de Monte Washington, elev. 1.910,2m cerca la cumbre | Parámetros climáticos promedio de Monte Washington, elev. 1.910,2m cerca la cumbre | Parámetros climáticos promedio de Monte Washington, elev. 1.910,2m cerca la cumbre | Parámetros climáticos promedio de Monte Washington, elev. 1.910,2m cerca la cumbre | Parámetros climáticos promedio de Monte Washington, elev. 1.910,2m cerca la cumbre | Parámetros climáticos promedio de Monte Washington, elev. 1.910,2m cerca la cumbre | Parámetros climáticos promedio de Monte Washington, elev. 1.910,2m cerca la cumbre | Parámetros climáticos promedio de Monte Washington, elev. 1.910,2m cerca la cumbre | Parámetros climáticos promedio de Monte Washington, elev. 1.910,2m cerca la cumbre | Parámetros climáticos promedio de Monte Washington, elev. 1.910,2m cerca la cumbre |
| Mes                                                                                | Ene.                                                                               | Feb.                                                                               | Mar.                                                                               | Abr.                                                                               | May.                                                                               | Jun.                                                                               | Jul.                                                                               | Ago.                                                                               | Sep.                                                                               | Oct.                                                                               | Nov.                                                                               | Dic.                                                                               | Anual                                                                              |
| ---------------------------------------------------------------------------------- | ---------------------------------------------------------------------------------- | ---------------------------------------------------------------------------------- | ---------------------------------------------------------------------------------- | ---------------------------------------------------------------------------------- | ---------------------------------------------------------------------------------- | ---------------------------------------------------------------------------------- | ---------------------------------------------------------------------------------- | ---------------------------------------------------------------------------------- | ---------------------------------------------------------------------------------- | ---------------------------------------------------------------------------------- | ---------------------------------------------------------------------------------- | ---------------------------------------------------------------------------------- | ---------------------------------------------------------------------------------- |
| Temp. máx. abs. (°C)                                                               | 9                                                                                  | 6                                                                                  | 12                                                                                 | 16                                                                                 | 19                                                                                 | 22                                                                                 | 22                                                                                 | 22                                                                                 | 21                                                                                 | 17                                                                                 | 11                                                                                 | 8                                                                                  | 22                                                                                 |
| Temp. máx. media (°C)                                                              | -10.2                                                                              | -9.6                                                                               | -6.3                                                                               | -0.9                                                                               | 5.2                                                                                | 10.2                                                                               | 12.3                                                                               | 11.8                                                                               | 8.4                                                                                | 2.4                                                                                | -2.2                                                                               | -7.6                                                                               | 1.1                                                                                |
| Temp. mín. media (°C)                                                              | -20.1                                                                              | -19.1                                                                              | -15                                                                                | -8.1                                                                               | -1.2                                                                               | 4.2                                                                                | 6.7                                                                                | 6.1                                                                                | 2.3                                                                                | -4.4                                                                               | -10.4                                                                              | -16.8                                                                              | -6.3                                                                               |
| Temp. mín. abs. (°C)                                                               | -44                                                                                | -43                                                                                | -39                                                                                | -29                                                                                | -19                                                                                | -13                                                                                | -4                                                                                 | -7                                                                                 | -13                                                                                | -21                                                                                | -29                                                                                | -43                                                                                | -44                                                                                |
| Precipitación total (mm)                                                           | 163.6                                                                              | 172                                                                                | 194.8                                                                              | 189                                                                                | 207.8                                                                              | 213.4                                                                              | 222.8                                                                              | 211.3                                                                              | 204                                                                                | 235.5                                                                              | 250.2                                                                              | 196.3                                                                              | 2460.5                                                                             |
| Nevadas (cm)                                                                       | 111.8                                                                              | 101.9                                                                              | 114.6                                                                              | 90.4                                                                               | 31                                                                                 | 2.5                                                                                | 0                                                                                  | 0.3                                                                                | 5.6                                                                                | 44.7                                                                               | 96                                                                                 | 115.6                                                                              | 714.2                                                                              |
| Días de precipitaciones (≥ 0.254 mm)                                               | 19.7                                                                               | 17.9                                                                               | 19.0                                                                               | 17.4                                                                               | 17.4                                                                               | 16.8                                                                               | 16.5                                                                               | 15.2                                                                               | 13.9                                                                               | 16.8                                                                               | 19.1                                                                               | 20.7                                                                               | 210.4                                                                              |
| Días de nevadas (≥ 2.54 mm)                                                        | 19.3                                                                               | 17.3                                                                               | 16.6                                                                               | 13.1                                                                               | 6.4                                                                                | 0.9                                                                                | 0.1                                                                                | 0.2                                                                                | 1.7                                                                                | 9.1                                                                                | 14.6                                                                               | 19.2                                                                               | 118.5                                                                              |
| Horas de sol                                                                       | 92.0                                                                               | 106.9                                                                              | 127.6                                                                              | 143.2                                                                              | 171.3                                                                              | 151.3                                                                              | 145.0                                                                              | 130.5                                                                              | 127.2                                                                              | 127.1                                                                              | 82.4                                                                               | 83.1                                                                               | 1487.6                                                                             |
| Fuente: NOAA (normales 1981-2010, sol 1961-1990); Extremos 1933-presente           |                                                                                    |                                                                                    |                                                                                    |                                                                                    |                                                                                    |                                                                                    |                                                                                    |                                                                                    |                                                                                    |                                                                                    |                                                                                    |                                                                                    |                                                                                    |

## Características geográficas
Aunque la ladera occidental que asciende el tren de cremallera es en línea recta desde la base hasta la cumbre, los otros lados de la montaña son más complejos. En la cara norte, El Great Gulf (Gran Golfo)-el circo glaciar más grande de la montaña-forma un anfiteatro rodeado por los montes presidenciales del norte: Montes Clay, Jefferson, Adams y Madison. Estos picos conectados llegan bien hasta la zona alpina sin árboles. Massive Chandler Ridge se extiende al noreste desde la cumbre del Washington para formar la pared sur del anfiteatro y es la pendiente subida por la carretera.

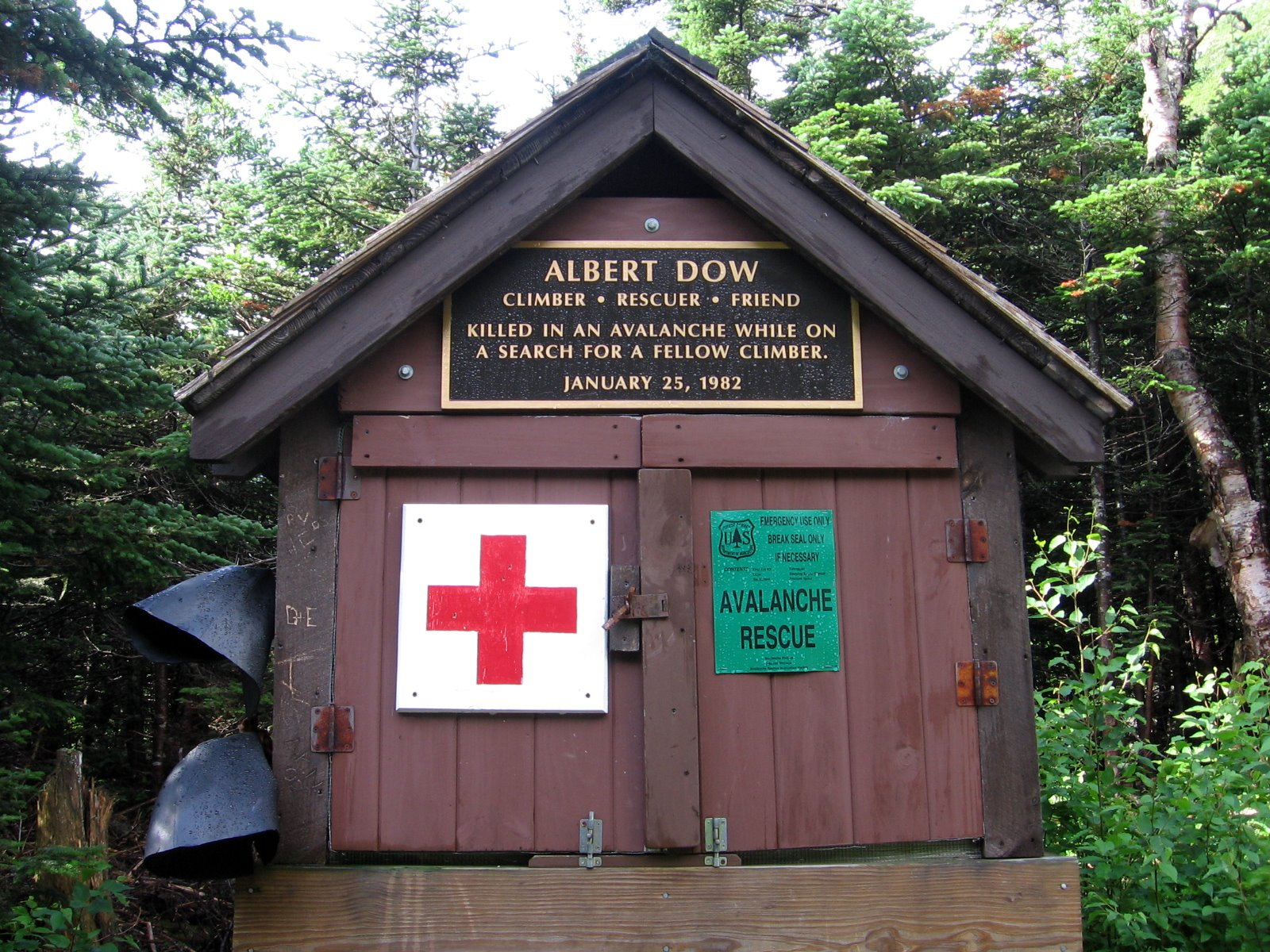
Caché de Primeros Auxilios

El este de la cima, una meseta conocida como los Alpine Gardens (Jardines Alpinos) se extiende al sur desde el Chandler Ridge (Cresta Chandler) a alrededor de unos 1600 metros de altitud. Es notable por especies de plantas o bien endémicas de las praderas alpinas en las White Mountains (Montañas Blancas) o bien atípicas de poblaciones más grandes en las regiones árticas lejos al norte. Alpine Gardens (Jardines Alpinos) descienden precipitadamente en dos circos glaciares destacados. Craggy Huntington Ravine ofrece escalada en roca y hielo en un entorno alpino. Tuckerman Ravine (Barranco Tuckerman), más redondeado es el primer territorio jurisdiccional de Nueva Inglaterra para el esquí fuera de pista en primavera y hasta junio y luego una ruta de senderismo pintoresca. Se eleva alrededor de 500 metros por encima de la línea alpina de árboles.
Al sur de la cumbre está una segunda y más grande meseta alpina, Bigelow Lawn, con una altitud de 1500 metros a 1700 metros. La cumbre satélite Boott Spur y luego la Montalban Ridge (Cresta Montalban) que incluye el Mount Isolation (Monte Aislamiento) y Mount Davis (Monte Davis) se extienden al sur de ella, mientras los más altos montes presidenciales —Montes Monroe, Franklin, Eisenhower, Pierce, Jackson y Webster— se extienden al suroeste hacia Crawford Notch (Muesca de Crawford). Oakes Gulf separa las dos altas crestas.

## Usos

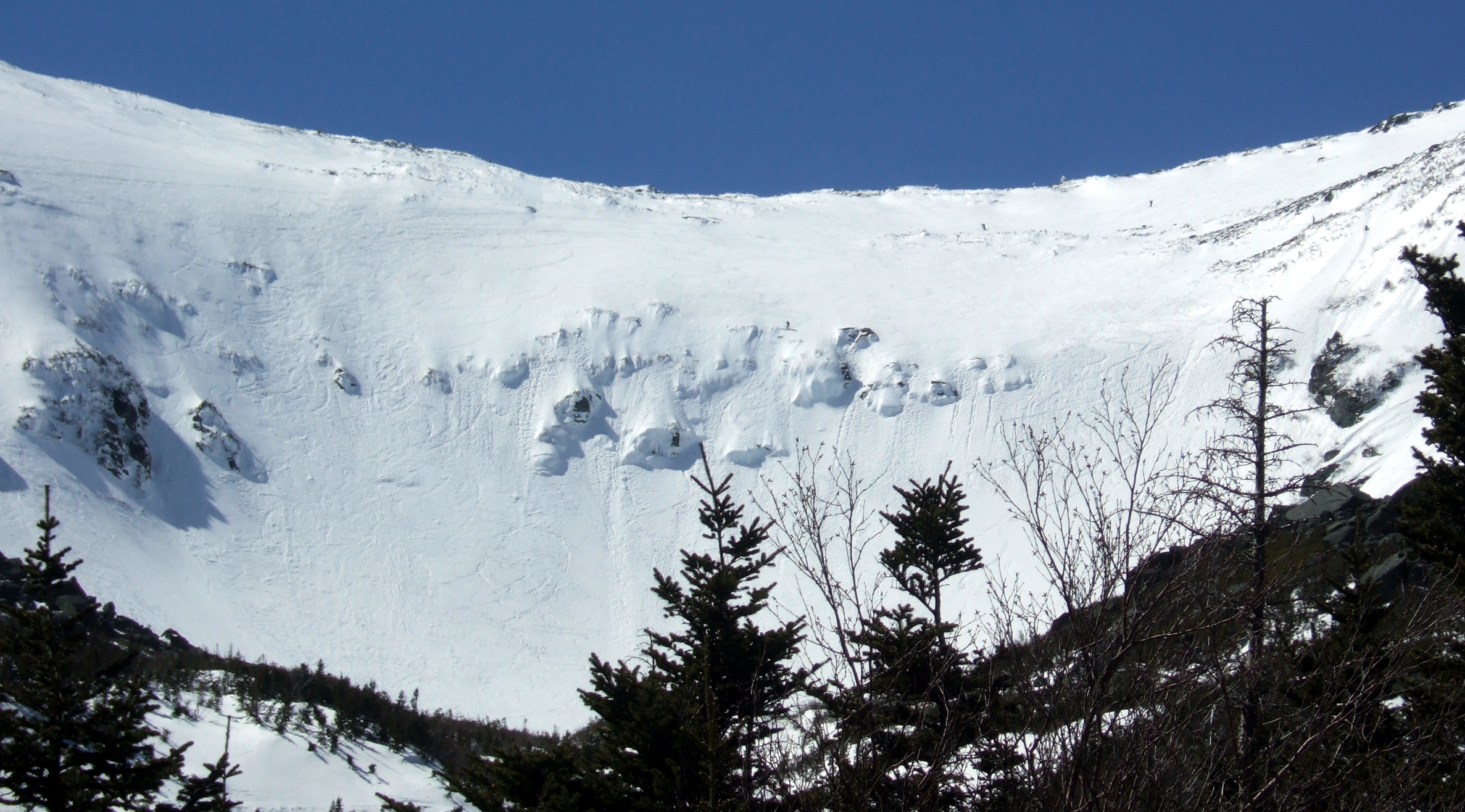
Cuenco del Tuckerman Ravine (Barranco Tuckerman), mostrando esquiadores por encima del pico

La montaña es parte de una zona de senderismo popular, con el Sendero de los Apalaches cruzando la cumbre y uno de los ocho refugios de montaña del Appalachian Mountain Club (Club de los Montes Apalaches), el Lakes of the Clouds Hut (Cabaña del lago de las nubes), ubicado en uno de los hombros de la montaña. La recreación de invierno incluye el Tuckerman Ravine (Barranco Tuckerman), famoso por su esquí en el Memorial Day (el Día de los caídos en guerra) y sus pendientes de 45 grados. El barranco es célebre por su avalanchas, de los que alrededor de 100 se registran cada año y que han matado a seis personas desde 1849. Montones de excursionistas han muerto en la montaña en todas las estaciones, debido a las duras condiciones rápidamente cambiantes, equipo inadecuado, incapacidad para planificar para la gran variedad de condiciones que pueden ocurrir por encima de la línea de árboles y malas decisiones una vez el tiempo se ha convertido en peligroso.
El clima del Monte Washington le ha hecho un sitio popular para el vuelo de planeadores. En 2005, fue reconocido como el 14º National Landmark of Soaring (Monumento destacado nacional del planeador).

### Excursionismo

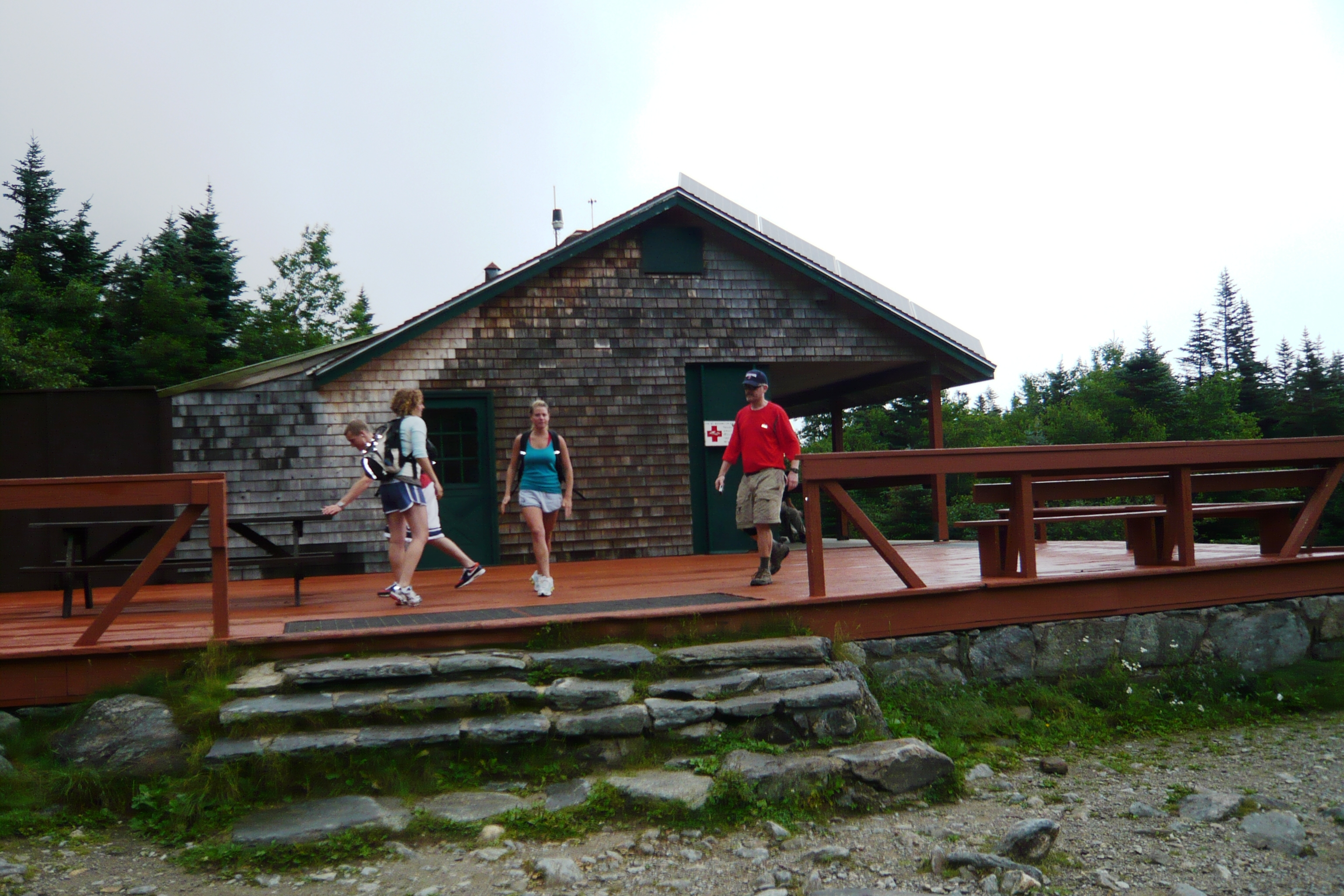
Los visitantes en la casa del cuidador en Tuckerman Ravine

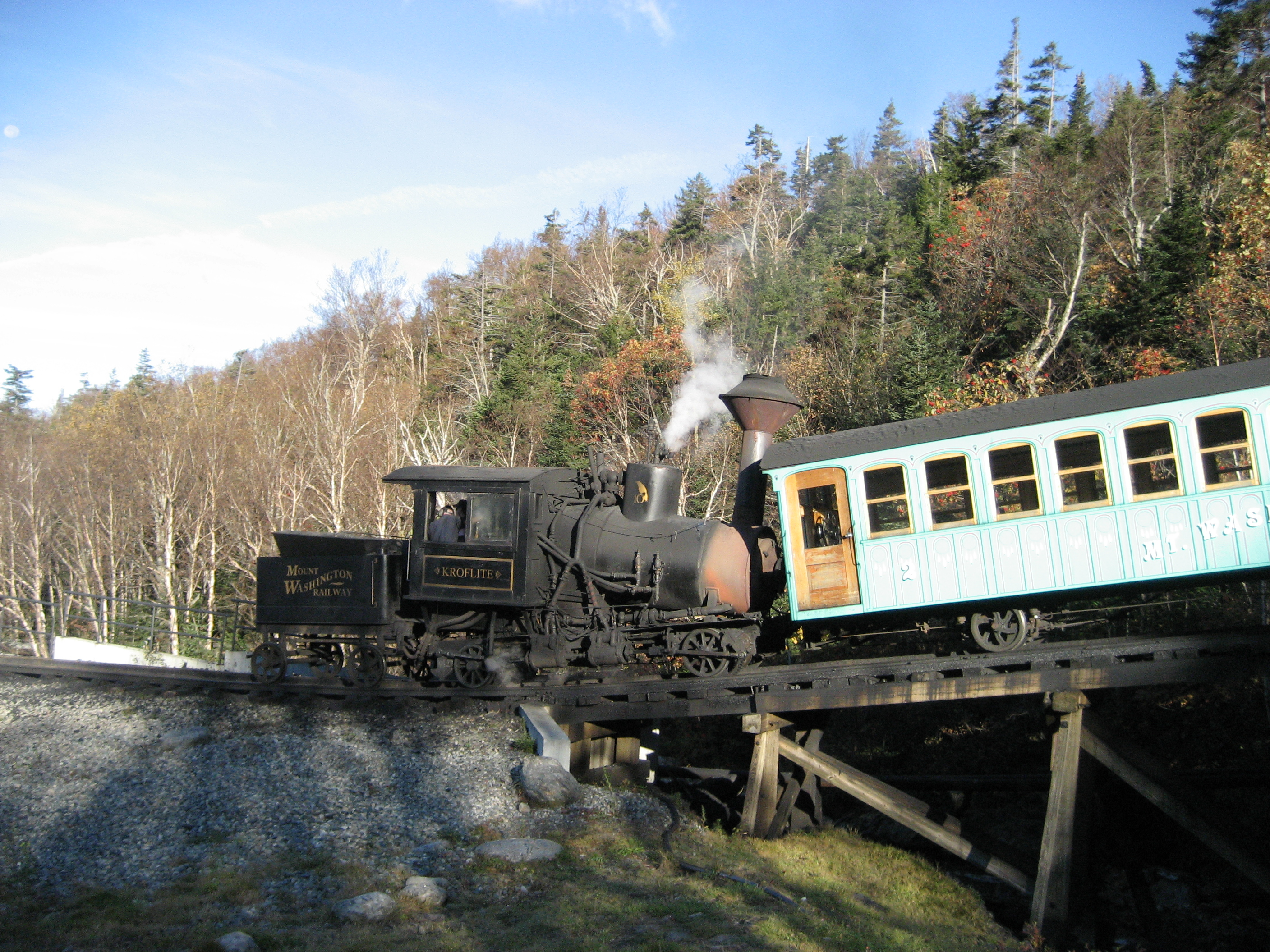
El ferrocarril de cremallera de Monte Washington en 2006

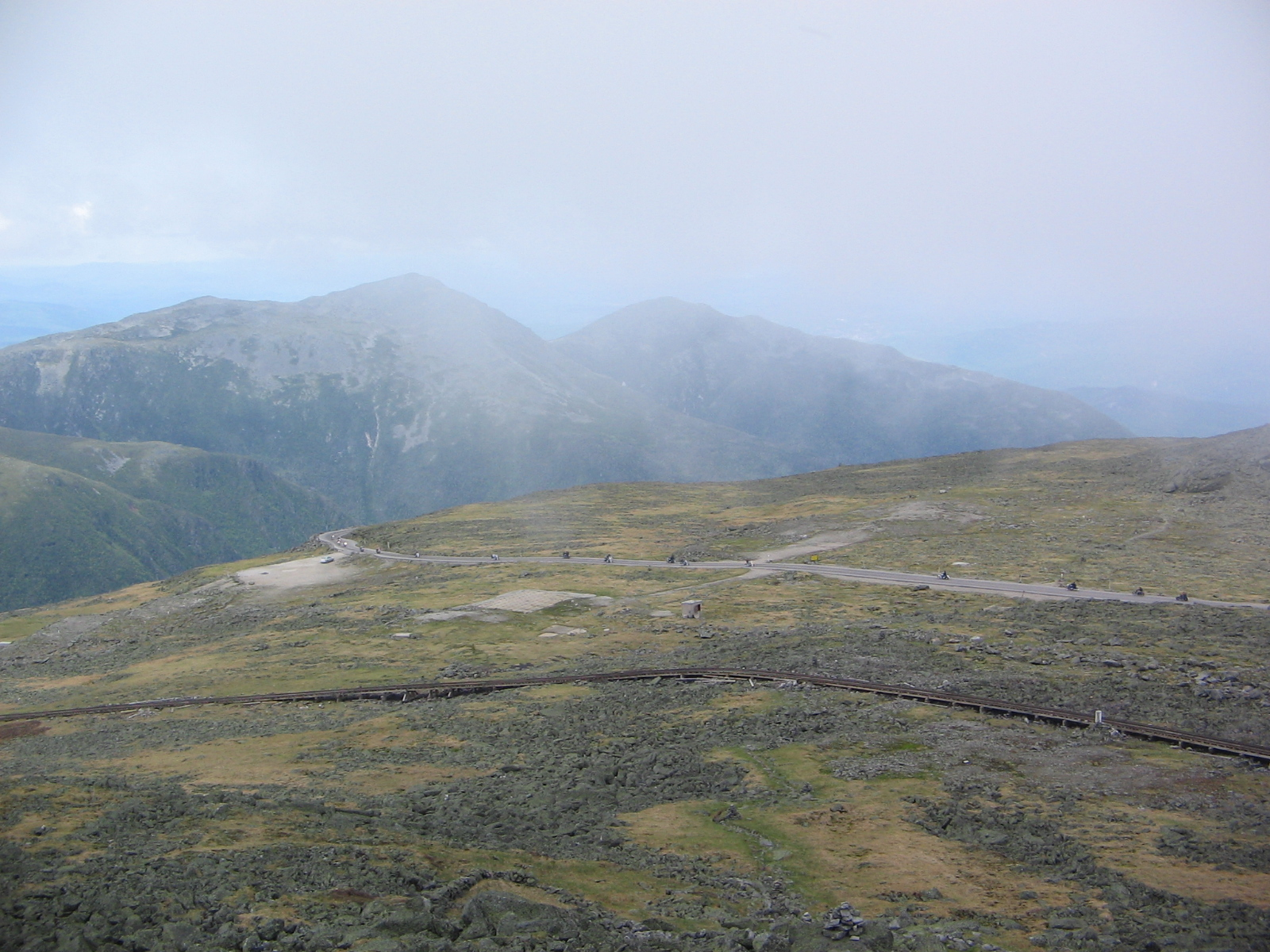
Motocicletas circulan por la carretera

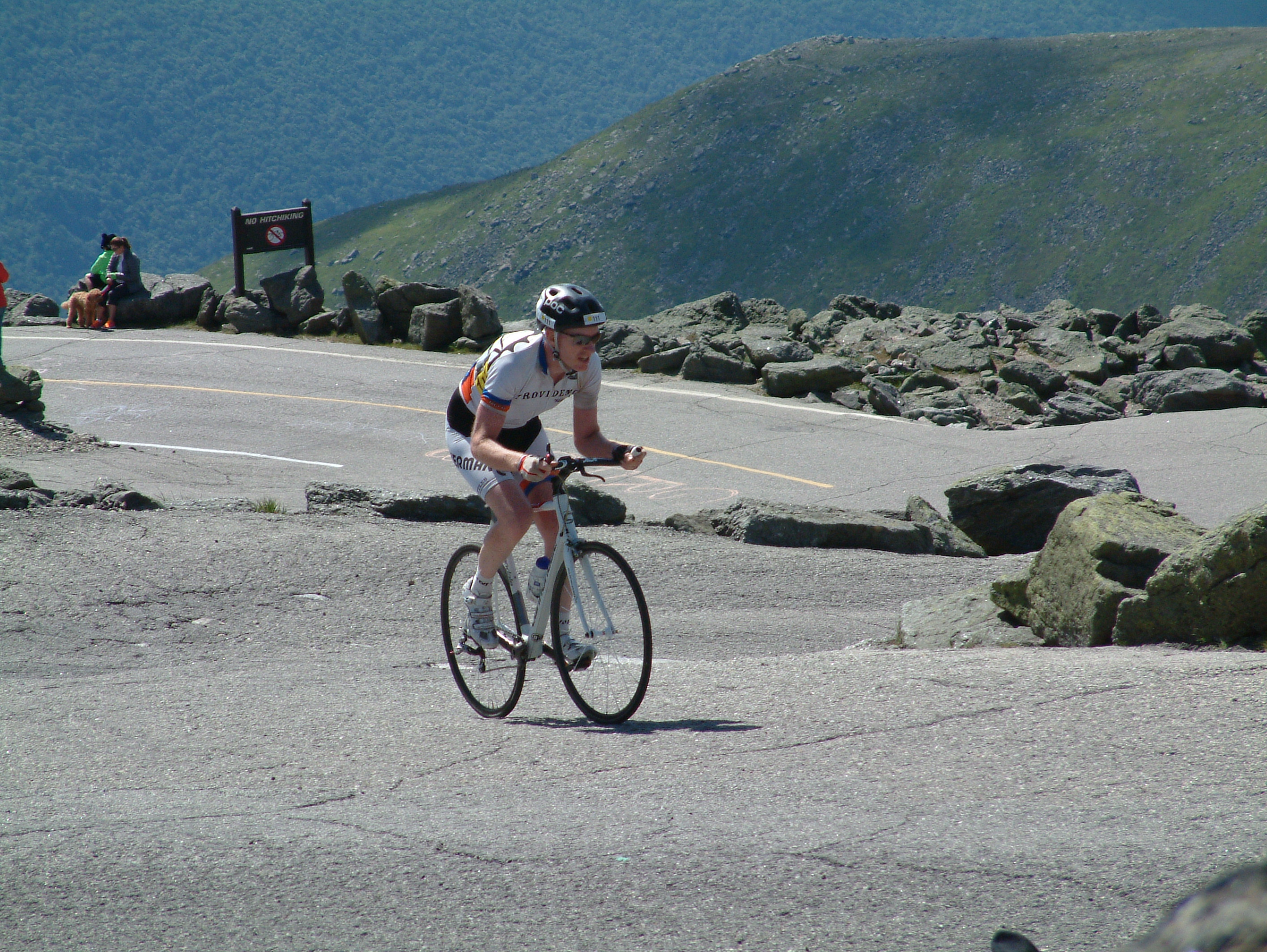
Un ciclista en la carrera en carretera Newton's Revenge (La venganza de Newton) en 2014

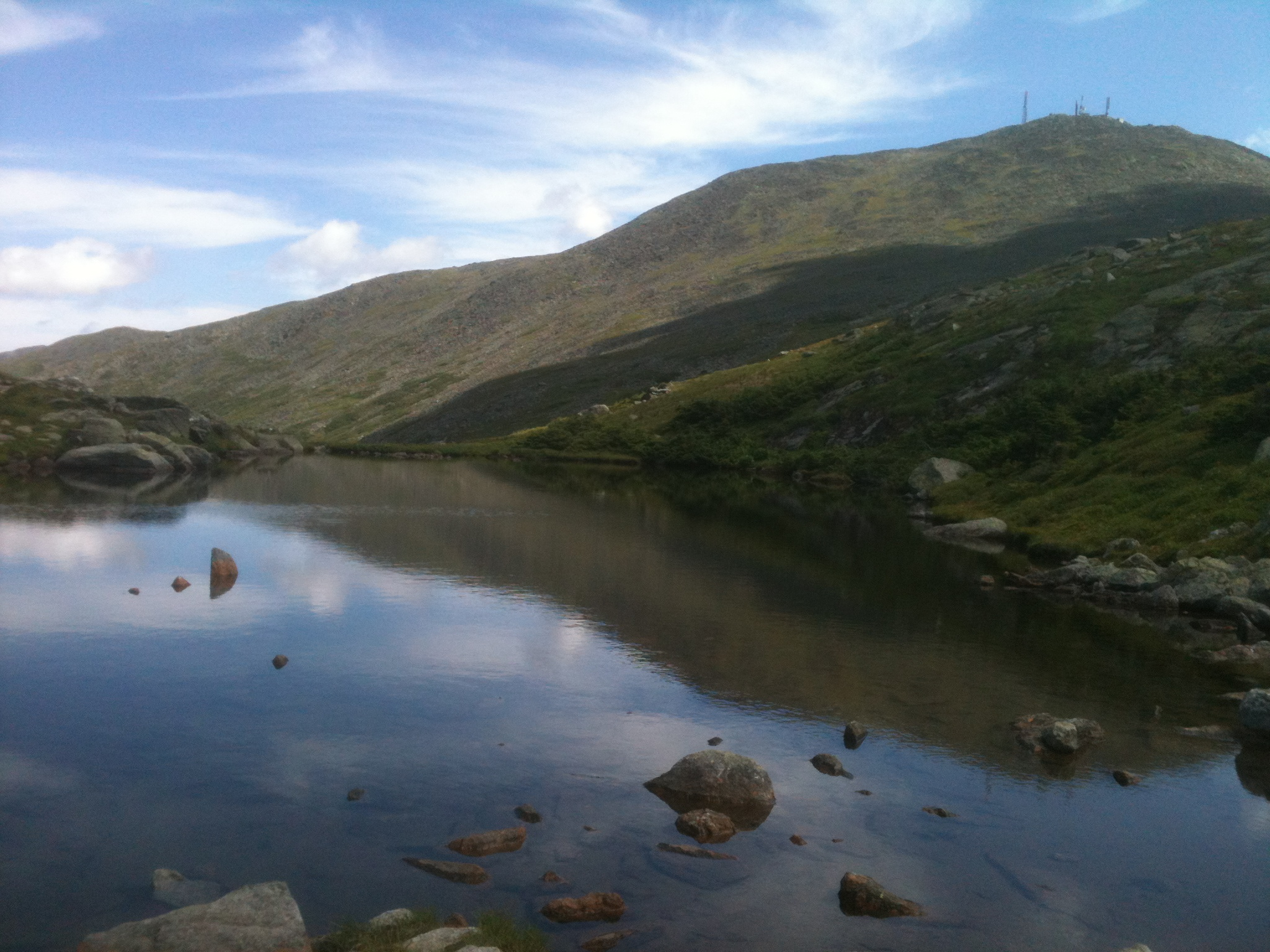
Monte Washington desde los Lagos de las Nubes

La más popular ruta de senderismo que aproxima a la cumbre es a través de la Tuckerman Ravine Trail (Ruta del barranco Tuckerman) de 6,6 km. Comienza en la zona de acampada Pinkham Notch (Desfiladero Pinkham) y llega a 1300 metros, conduciendo directamente hasta arriba del cuenco de Tuckerman Ravine (Barranco Tuckerman) por medio de una serie de pasos de roca escarpada que permiten espectaculares vistas del barranco y a través del desfiladero hasta Wildcat Mountain (Montaña del gato montés). Las muertes se han producido en el sendero, tanto de accidentes de esquí como de hipotermia. Las botellas de agua pueden ser rellenadas en la base del cuenco a 3,4 km por el sendero en un pozo de bomba cerca de una pequeña tienda del excursionista que ofrece tentempiés, servicios y refugio. En la cumbre está un centro con un museo, una tienda de regalos, un área de observación, y la cafetería. El descenso puede ser hecho por servicio de autobús (en el verano) de vuelta a la zona de acampada de Pinkham Notch por una tarifa. Otras rutas hacia las laderas orientales de la montaña incluyen los senderos Lion Head (Cabeza de león), Boott Spur (Espolón Boott), Huntington Ravine (Barranco Huntington) y Nelson Crag, así como también el sendero del Great Gulf (Gran golfo) ascendiendo desde el noreste. Las rutas de las laderas occidentales incluyen los senderos Ammonoosuc Ravine y Jewell y el sendero Crawford y el sendero Gulfside (coincidente con el sendero de los Apalaches desde el suroeste y desde el norte, respectivamente).
Hay muchas diferencias entre escalar el monte Washington en verano y escalarlo en invierno. Existen grandes diferencias en el tiempo y las condiciones del suelo, por supuesto, pero también hay diferencias significativas en el nivel de servicios disponibles para el visitante. No hay instalaciones públicas en la cima en invierno. En los meses de invierno, la ruta más popular es la Lion Head Winter Route (Ruta de invierno Cabeza de león), que comienza en el Barranco Tuckerman pero luego gira al norte para ascender a Lion Head (Cabeza de león) a una altitud de 1534 metros. La variación de la ruta de invierno se recomienda para ayudar a los escaladores a evitar el peligro de aludes. Exactamente donde el recorrido gira desde el sendero del Barranco Tuckerman depende de las condiciones de la nieve. Si la cantidad de nieve caída no ha sido suficientemente significativa todavía, la "Lion Head Summer Route" (La Ruta del Verano de la Cabeza del León) puede estar abierta. Después de caminar 3,7 km desde el centro de visitantes en la muesca de Pinkham, el sendero va a tomar un giro a la derecha en el Lion's Head Summer Route (La Ruta del Verano de la Cabeza del León.) Si ha habido suficiente acumulación de nieve en la Summer Lion's Head Trail (la senda de verano de la cabeza de león), el servicio forestal abrirá la ruta de Lion Head Winter Route (la ruta de invierno de la cabeza de león) la cual finaliza después de aproximadamente 2,7 km.

### Ferrocarril de cremallera
Desde 1869, el ferrocarril de cremallera Monte Washington ha proporcionado a los turistas un viaje en tren a la cima del Monte Washington. Utiliza un sistema de bastidor Marsh y fue el primer ferrocarril de cremallera exitoso en los Estados Unidos.

### Carreras
Cada año en junio, la montaña ofrece la Carrera del Monte Washington, un evento que atrae a cientos de corredores. En julio la montaña es el lugar de la carrera en carretera Newton's Revenge (La venganza de Newton) y en agosto la carretera auto Hillclimb de bicicleta Mount Washington, los cuales son carreras de bicicletas que recorren la misma ruta que la carrera de carretera. El más notable vencedor de la Hillclimb hasta la fecha ha sido el ex aspirante al Tour de Francia, Tyler Hamilton.
El 7 de agosto de 1932, Raymond E. Welch, padre, se convirtió en el primer hombre con una sola pierna en subir el monte Washington. Una carrera oficial se llevó a cabo y abierta sólo a personas con una sola pierna. El Sr. Welch subió la ruta de «Jacob's Ladder» (La escalera de Jacob) y descendió por la carretera. Raymond Welch había perdido su pierna debido a una herida del trineo cuando era un niño de siete años. En el momento de su subida, el Sr. Welch era el agente de la estación para el Ferrocarril de Boston & Maine en Northumberland, Nuevo Hampshire.
La montaña ofrece también una de las carreras de coches más antiguas en el país, la carrera de Coches del Monte Washington Hillclimb. La carrera se ha celebrado de forma intermitente desde 1904. En septiembre de 2010, Travis Pastrana estableció un récord no oficial de 6 minutos, 20.47 segundos, conduciendo un coche deportivo de Subaru Vermont WRX STi. En junio de 2014, David Higgins estableció un nuevo récord de ascenso al monte Washington en coche, en 6:09.09 con una velocidad media de 75 mph usando el mismo modelo de vehículo.

## Estaciones de emisión
Edwin H. Armstrong instaló una emisora de FM de radiodifusión en la cima del monte Washington en 1937. La estación dejó de operar en 1948, debido a los costes excesivos de mantenimiento. En 1954, instalaron una torre de telecomunicaciones y emisoras de WMTW, canal 8, con licencia para Poland Spring, Maine. La estación de emisión continuó transmitiendo desde la cima de la montaña, incluidos los pronósticos del tiempo locales por el ingeniero transmisor de WMTW, Marty Englstrom (ahora retirado). WMTW transmitió continuamente desde la cima de la montaña hasta el año 2002.
Mount Washington continuó transmitiendo en FM en 1958 con la construcción de WMTW FM 94.9, que se convirtió en WHOM en 1976. WHOM y WMTW - TV compartieron un edificio del transmisor, que también albergaba los generadores para suministrar la energía a la montaña. El 9 de febrero de 2003, un incendio destruyó el edificio del transmisor y los generadores (donde empezó), que en ese momento todavía tenía los transmisores de WHOM dentro de él. WHOM posteriormente construyó un nuevo edificio del transmisor en el sitio del antiguo edificio de energía eléctrica, y también construyó una nueva antena de reserva en la torre Armstrong. (Por primera vez desde 1948, la torre Armstrong fue utilizada para las emisiones).
En 1987, WHOM y WMTW se unieron en la cumbre de la montaña en WMOU-FM (renombrada como WZPK y ahora WPKQ) en una torre separada. Steve Powell, propietario y presidente de la New England Broadcasting, tenía la torre para WZPK (conocida como «El Pico») construida más alto que las otras estructuras en la cumbre; se convirtió en el punto más alto al este del río Misisipi y al norte de las Carolinas. Los transmisores de WPKQ se encuentran en la parte posterior del edificio Yanqui. Debido al clima extremo en Mount Washington, tanto WHOM como WPKQ utilizan antenas de FM especialmente diseñadas las cuales están alojadas en cúpulas cilíndricas especiales, fabricadas por Shivey Labs del cercano Bridgton, Maine.
La oficina de pronósticos del Servicio Meteorológico Nacional en Gray, Maine, opera la emisora de radio meteorológica de la NOAA conocida como KZZ41 en (la frecuencia) 162.5 MHz desde la cima del monte Washington. Debido a su punto como la elevación más alta en el noreste y al rango de frecuencia en que NWR transmite, la estación se puede escuchar a distancias muy lejanas. Se ha escuchado en el noroeste de Vermont (en Vergennes, gran parte del oeste de Maine, y el norte de Massachusetts (en Dracut y Salisbury, el último de los cuales tuvo una recepción totalmente clara). Basado en el mapa oficial del área de cobertura del Servicio Meteorológico Nacional (NWS para sus siglas en inglés), se puede escuchar claramente a lo largo de la mayor parte de Nuevo Hampshire, el oeste de Maine, el noreste de Vermont y partes del sur de Canadá. Durante condiciones muy claras KZZ41 tiene el potencial para llegar a la mayoría del norte de Massachusetts (incluyendo algunas zonas del norte de Boston y gran parte de la costa norte), así como la mayoría de Vermont y Maine.
En junio de 2008, la posibilidad de emitir de nuevo televisión en monte Washington salió a la luz, con la presentación por New Hampshire Public Television de mover WLED-TV desde su ubicación actual cerca de Littleton a la vieja antena de WMTV en la parte superior.

## Muertes
Desde 1849 más de 135 personas han muerto en el monte Washington y otros picos de la cordillera Presidencial. William Buckingham Curtis, a menudo llamado «el padre del atletismo amateur americano», murió el 30 de junio de 1900 durante una tormenta de nieve.

## Homenajes artísticos
El monte Washington ha sido el tema de varias pinturas famosas, parte de una escuela de arte de Nueva Inglaterra es conocida como arte de la Montaña Blanca. Inspirados por la Escuela del Río Hudson de pintura de paisajes, un número de artistas de la época victoriana se aventuraron en las Montañas Blancas en busca de temas de naturaleza. Conway se convirtió en su base, primero llegando en diligencia y hospedándose en caseríos, y luego en la década de 1870 en tren a hostales y hoteles de reciente apertura. Ellos crearon un montón de pinturas que encontraron su camino en todo el mundo, sobre todo hacia Hampton Court. El interés generado por sus obras atrajo a otros a visitar el monte Washington y la región, iniciando el negocio del turismo que se mantiene hoy vital.
Los tributos musicales también se han hecho, tales como la sinfonía n.º 64, op. 422 («Agiochook»), compuesta alrededor de 1990 por el compositor estadounidense Alan Hovhaness (1911-2000), dedicada a Mount Washington, al cual el compositor subió durante su juventud.

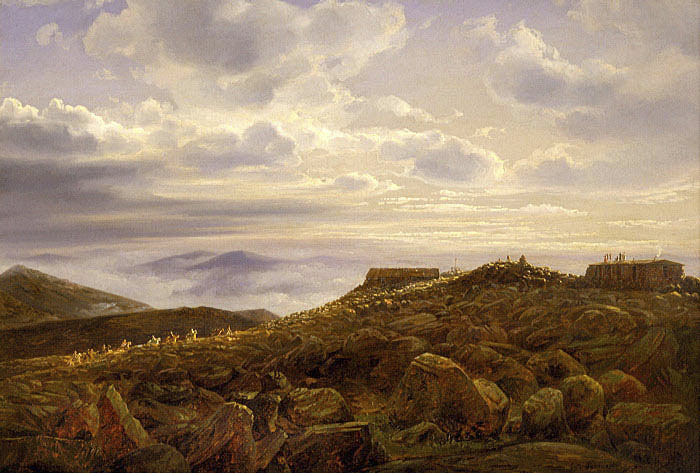
Ferdinand Richardt (1857)
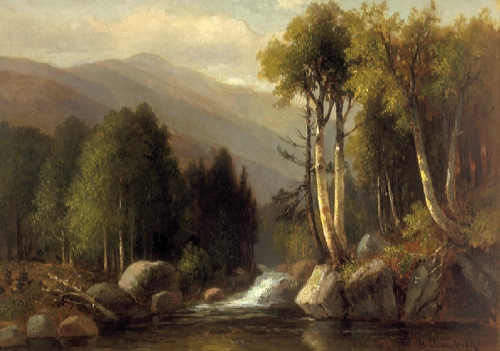
Benjamin Champney
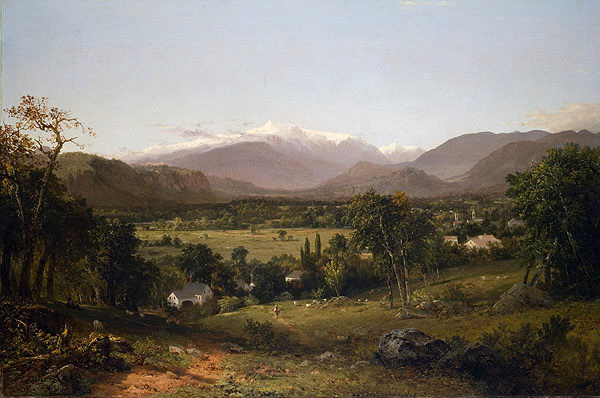
John F. Kensett (1869)
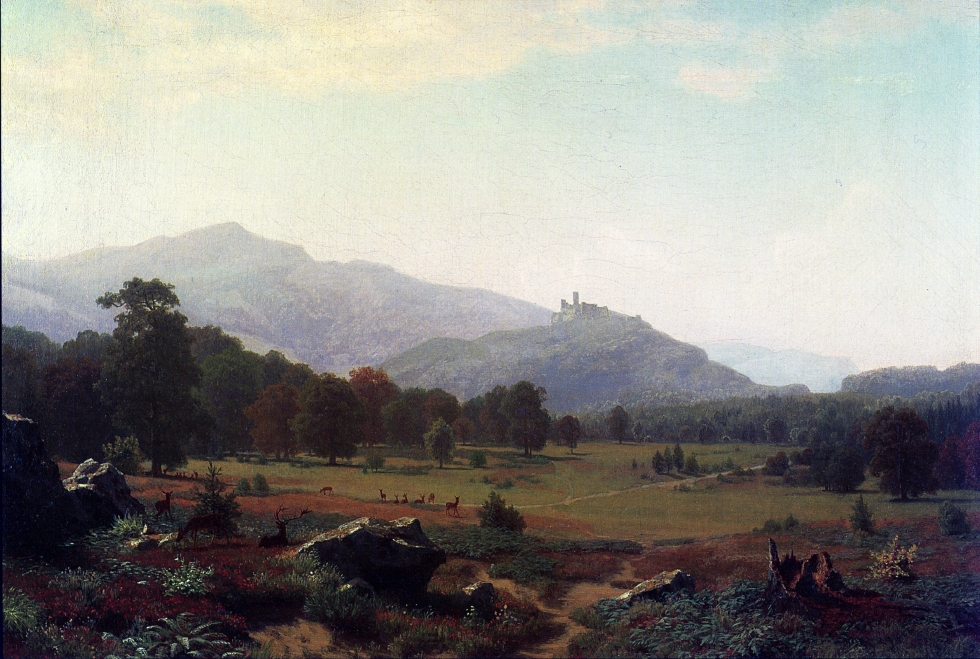
Albert Bierstadt (1858)
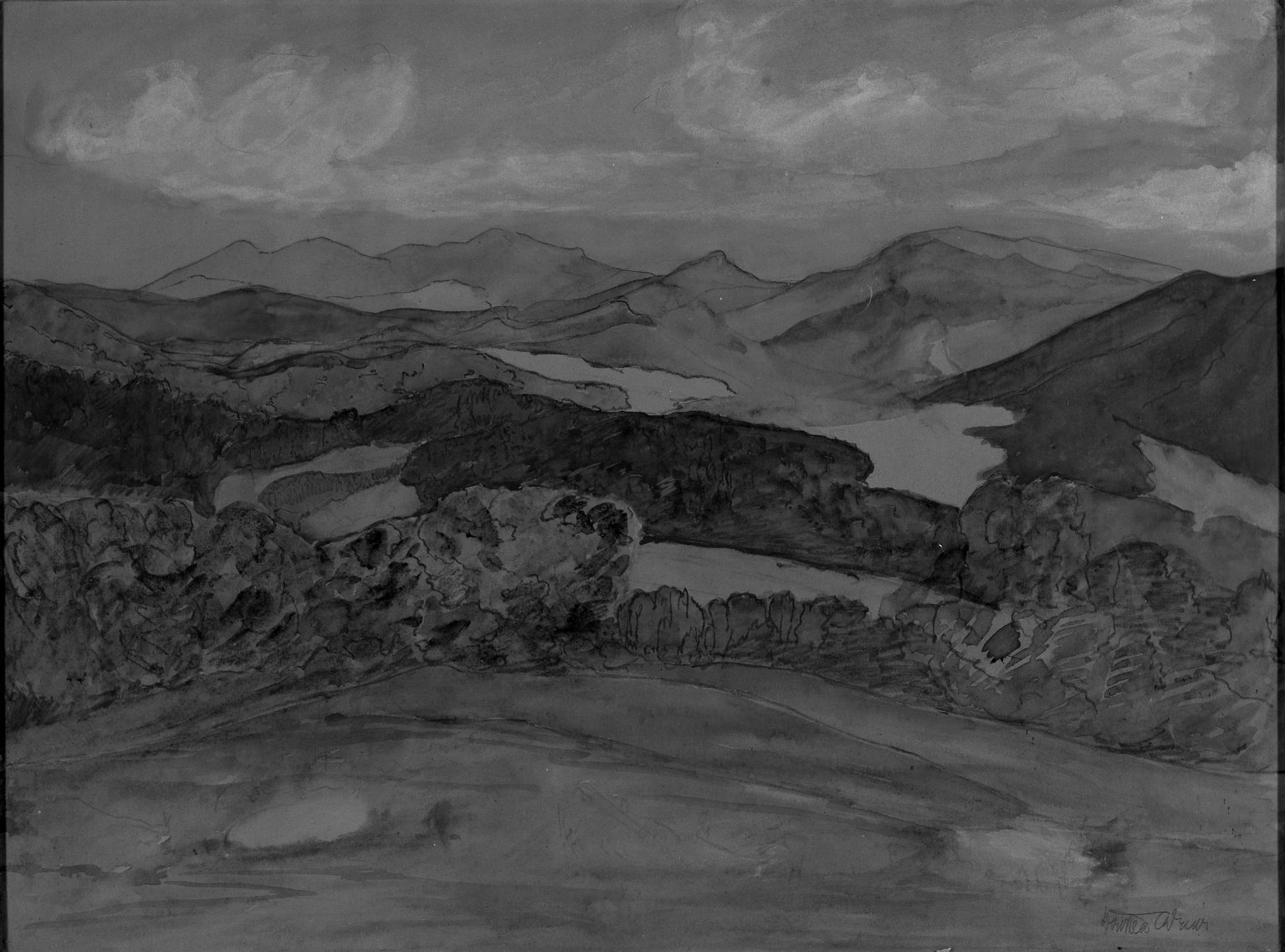
Dorothea Adelheid Dreier